# Nicolas Peschier
Nicolas Peschier (Guilherand-Granges, 16 de mayo de 1984) es un deportista francés que compite en piragüismo en la modalidad de eslalon. Su hermano Benoît compitió en el mismo deporte.
Ganó cuatro medallas en el Campeonato Mundial de Piragüismo en Eslalon entre los años 2007 y 2014, y ocho medallas en el Campeonato Europeo de Piragüismo en Eslalon entre los años 2007 y 2014.

## Palmarés internacional
| Campeonato Mundial | Campeonato Mundial             | Campeonato Mundial | Campeonato Mundial |
| Año                | Lugar                          | Medalla            | Competición        |
| ------------------ | ------------------------------ | ------------------ | ------------------ |
| 2007               | Foz do Iguaçu (Brasil)         | Medalla de oro     | C1 por equipos     |
| 2009               | Seo de Urgel (España)          | Medalla de plata   | C1 por equipos     |
| 2011               | Bratislava (Eslovaquia)        | Medalla de oro     | C2 por equipos     |
| 2013               | Praga (República Checa)        | Medalla de bronce  | C1 por equipos     |
| 2014               | Deep Creek (Estados Unidos)    | Medalla de oro     | C2 por equipos     |
| Campeonato Europeo |                                |                    |                    |
| Año                | Lugar                          | Medalla            | Competición        |
| 2007               | Liptovský Mikuláš (Eslovaquia) | Medalla de bronce  | C1 por equipos     |
| 2009               | Nottingham (Reino Unido)       | Medalla de plata   | C1 por equipos     |
| 2010               | Bratislava (Eslovaquia)        | Medalla de bronce  | C1 por equipos     |
| 2011               | Seo de Urgel (España)          | Medalla de oro     | C1 por equipos     |
| 2011               | Seo de Urgel (España)          | Medalla de plata   | C2 individual      |
| 2013               | Cracovia (Polonia)             | Medalla de oro     | C2 individual      |
| 2013               | Cracovia (Polonia)             | Medalla de oro     | C2 por equipos     |
| 2014               | Viena (Austria)                | Medalla de plata   | C2 por equipos     |